# NickoVISION
Die NickoVISION (Eigenschreibweise: nickoVISION) ist ein Flusskreuzfahrtschiff des deutschen Reiseveranstalters Nicko Cruises, das der Scylla AG gehört. Mit 220 Passagieren ist es sowohl das größte Schiff der Reederei als auch das größte Flusskreuzfahrtschiff des Veranstalters.

## Geschichte
Das Schiff wurde unter der Baunummer 590 auf der Werft Vahali in Zasavica, Serbien, gebaut. Die Endausrüstung erfolgte bei Da-Capo in Hardinxveld-Giessendam. Es wurde am 25. Juni 2018 von Barbara Schöneberger in Frankfurt am Main getauft, die Jungfernfahrt begann am selben Tag.
2018 erhielt das Schiff bei den Kreuzfahrt Guide Awards die Auszeichnung in der Kategorie „Flussschiff des Jahres“.

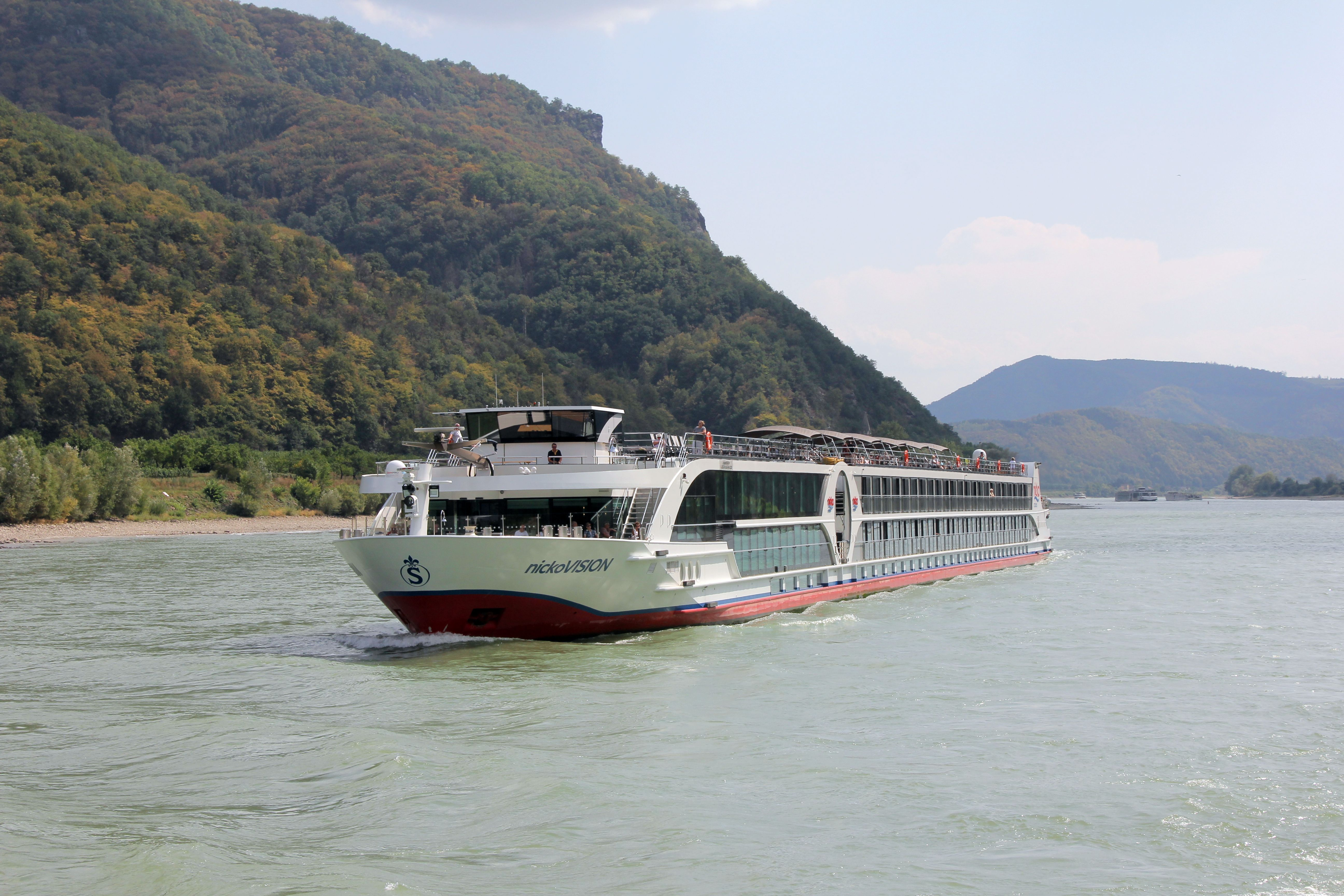
Die NickoVISION in der Wachau (2018)

2020 war die NickoVISION als erstes Flusskreuzfahrtschiff nach dem ersten Lockdown in der COVID-19-Pandemie in Europa wieder unterwegs.

## Technische Daten und Ausstattung
Das Schiff wird von zwei Caterpillar-Dieselmotoren des Typs 3508 mit jeweils 783 kW Leistung angetrieben. Die Motoren wirken auf jeweils einen Z-Antrieb. Das Schiff ist mit einem als Wasserstrahlantrieb ausgelegten Bugstrahlruder ausgestattet. Für die Stromerzeugung stehen drei Generatoren zur Verfügung, die von Caterpillar-Dieselmotoren des Typs C18 mit jeweils 383 kW Leistung angetrieben werden.
Die NickoVISION verfügt über 110 Kabinen auf drei Decks, die alle 14 Quadratmeter groß sind. Als eines von wenigen Flusskreuzfahrtschiffen gibt es drei Restaurants, von denen eines auf dem untersten Deck liegt. Zudem liegt erstmals die Lounge auf zwei Ebenen, wobei der hintere Teil erhöht ist und das Schiff somit vorne statt drei nur zwei Decks besitzt.